# Achille Varzi (filosofo)
Achille C. Varzi (Galliate, 8 maggio 1958) è un filosofo italiano.

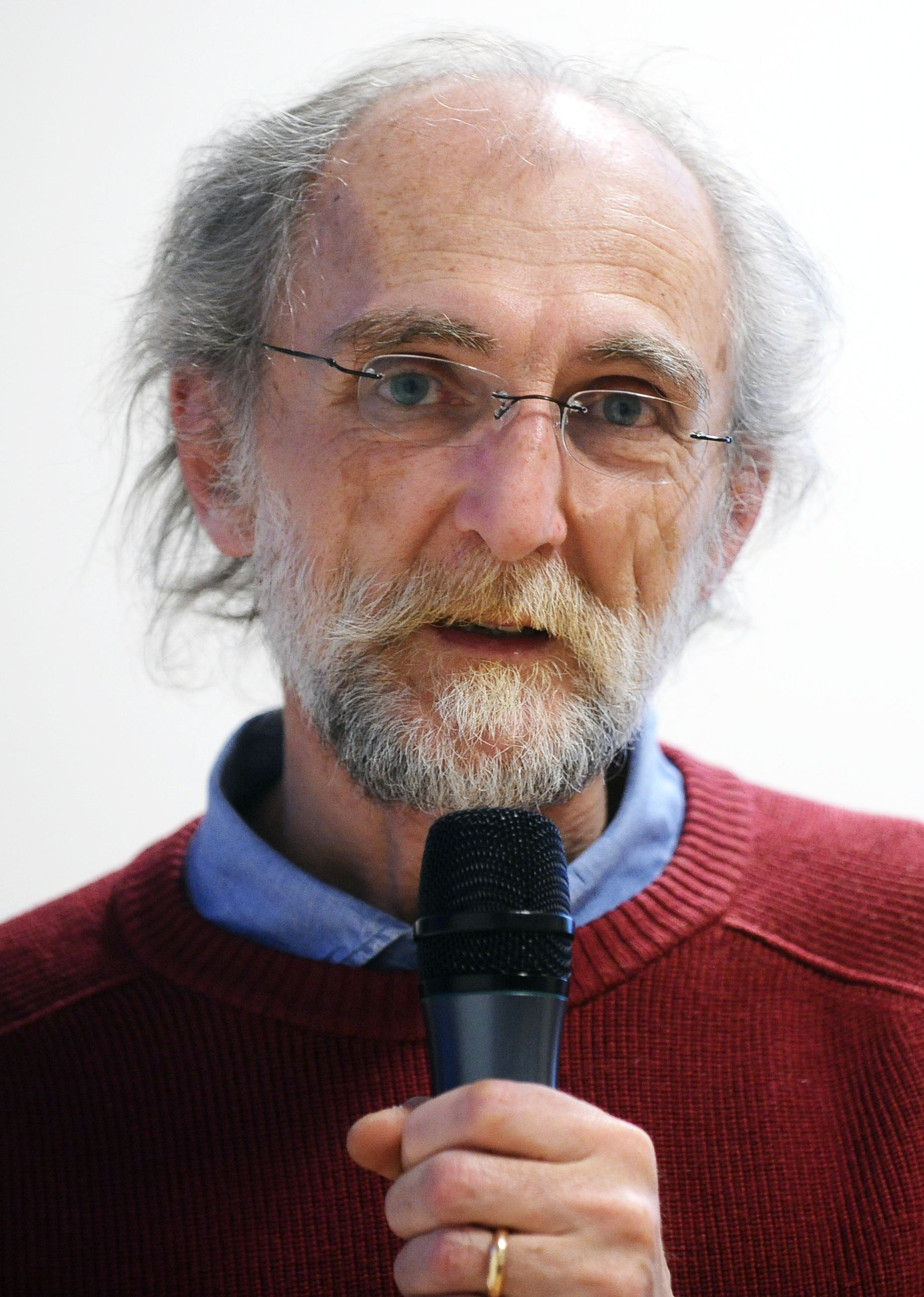
Achille Varzi all'Università di Trento nel 2013

Esponente della filosofia analitica, in Italia è noto principalmente per le sue ricerche di logica e per il suo contributo alla rinascita degli studi in ambito di metafisica e ontologia.

## Biografia
Laureatosi all'Università degli Studi di Trento con una tesi sulle logiche libere, ha conseguito il Ph.D. in filosofia presso la University of Toronto (Canada) con una dissertazione sulla semantica universale. Dal 1995 insegna Logica e Metafisica presso il Dipartimento di Filosofia della Columbia University di New York (USA). È nel direttivo del Journal of Philosophy e nell'esecutivo della Stanford Encyclopedia of Philosophy. Nel 2007 è stato insignito della Targa Giuseppe Piazzi per la ricerca scientifica e nel 2011 del Premio Paolo Bozzi per l'Ontologia. Dal 2017 è Visiting Professor all'Università della Svizzera italiana e Professore Onorario presso l'Università degli Studi di Trento.

## Pensiero
Dopo un periodo dedicato soprattutto allo studio dell'immagine del mondo propria del senso comune, il suo pensiero si è indirizzato progressivamente verso posizioni di stampo nominalista e convenzionalista, nella convinzione che "buona parte della struttura che siamo soliti attribuire alla realtà esterna risieda a ben vedere nella nostra testa, nelle nostre pratiche organizzatrici, nel complesso sistema di concetti e categorie che sottendono alla nostra rappresentazione dell'esperienza e al nostro bisogno di rappresentarla in quel modo".
Autore di oltre un centinaio di pubblicazioni su volumi e riviste specializzate, in Italia Varzi è noto anche per la sua attività divulgativa (spesso in collaborazione con Roberto Casati), ispirata al principio secondo cui "la filosofia è una sfida in cui il pensiero parte dalla semplicità delle cose quotidiane e ne mostra la meravigliosa complessità".

## Opere principali
- Mereology (con A. J. Cotnoir), Oxford University Press, 2021.
- Semplicemente diaboliche. 100 nuove storie filosofiche (con Roberto Casati), Laterza, 2017.
- I modi dell'amicizia (con Maurizio Ferraris), Orthotes, 2016.
- I colori del bene, Orthotes, 2015.
- L'incertezza elettorale (con Roberto Casati), Aracne, 2014.
- Le tribolazioni del filosofare. Comedia Metaphysica ne la quale si tratta de li errori & de le pene de l’Infero (con Claudio Calosi), Laterza, 2014.
- Il mondo messo a fuoco, Laterza, 2010.
- Il pianeta dove scomparivano le cose. Esercizi di immaginazione filosofica (con Roberto Casati), Einaudi, 2006.
- Ontologia, Laterza, 2005.
- Semplicità insormontabili - 39 storie filosofiche (con Roberto Casati), Laterza, 2004; ed. inglese: 2006.[5]
- Parole, oggetti, eventi e altri argomenti di metafisica, Carocci, 2001.
- An Essay in Universal Semantics, Kluwer, 1999.
- Parts and Places. The Structures of Spatial Representation (con Roberto Casati), MIT Press, 1999.
- Theory and Problems of Logic (con John Nolt e Dennis Rohatyn), McGraw-Hill, 1998; trad. it. Logica, McGraw-Hill Italia, 2003, 2007.
- Holes and Other Superficialities (con Roberto Casati), MIT Press, 1994; trad. it. Buchi e altre superficialità, Garzanti, 1996.

## Studi
- Elena Casetta e Valeria Giardino (a cura di), Mettere a fuoco il mondo. Conversazioni sulla filosofia di Achille C. Varzi, numero speciale di Isonomia – Epistemologica, Vol. 4, 2014.
- Francesco Calemi, Achille Varzi. Logica, semantica, metafisica, AlboVersorio, Milano 2015.